# Barbara Evelyn Bailey
Barbara Evelyn Bailey (sinh ngày 14 tháng 3 năm 1942) là một nhà giáo dục, nhà văn và học giả nghiên cứu về giới tính từ Kingston, Jamaica. Ngoài công việc giáo dục, bà đã đại diện cho Jamaica tại nhiều buổi đàm luận và hội nghị liên quan đến quyền của phụ nữ. Năm 2008, bà được các đảng quốc gia bầu làm thành viên của Ủy ban Liên hợp quốc về xóa bỏ phân biệt đối xử với phụ nữ.

## Sự nghiệp
Bailey theo học tại Đại học West Indies (UWI), nơi bà nhận bằng Cử nhân Khoa học về vi sinh năm 1974, bằng Thạc sĩ Giáo dục năm 1983 và bằng Tiến sĩ về giáo dục năm 1987. Bà làm giảng viên tại UWI từ 1980 đến 1996. Từ năm 1995 đến năm 2010, bà là điều phối viên khu vực của Viện nghiên cứu về giới tính và phát triển của trường đại học. Năm 2003, Bailey được vinh danh là Giáo sư về Giới tính và Giáo dục tại UWI.
Bailey vô tình tham gia vào phong trào phụ nữ quốc tế vào những năm 1980 khi bà được mời làm người đứng đầu Hội đồng Điều hành Phụ nữ Phương pháp Quốc gia ở Jamaica. Thông qua công việc của mình ở đó và với tư cách là thành viên sáng lập và sau đó là chủ tịch của Phụ nữ trong Giáo hội Giám lý ở Caribe và Châu Mỹ, bà đã quan tâm đến cách trao quyền cho phụ nữ thông qua các chương trình tiếp cận xã hội.
Năm 1985, Bailey là một phần của phái đoàn Jamaica tham dự Hội nghị Thế giới thứ ba về Phụ nữ ở Nairobi. Bà cũng là một phần của phái đoàn của đất nước mình vào năm 1995 đến Hội nghị Thế giới thứ tư về Phụ nữ ở Bắc Kinh. Năm 2000, bà tham gia cuộc họp tiếp theo, "Bắc Kinh + 5", được tổ chức tại Đại hội đồng Liên Hợp Quốc ở thành phố New York.
Bailey từng là chủ tịch của Ủy ban Tư vấn Giới tính Quốc gia cho Jamaica, làm việc để phát triển chính sách thúc đẩy bình đẳng giới và công bằng xã hội trong nước.
Các quốc gia thành viên đã bầu Bailey làm thành viên của Ủy ban CEDAW để phục vụ từ tháng 1 năm 2009 đến cuối năm 2012. Ủy ban này giám sát sự tuân thủ của các quốc gia với Công ước CEDAW, nơi cung cấp một loạt các bài viết nhằm chấm dứt phân biệt đối xử đối với phụ nữ. Trong một cuộc phỏng vấn năm 2015, Bailey đã nhận ra sự phức tạp của việc đạt được sự bình đẳng của phụ nữ, đặt tên "hệ tư tưởng gia trưởng cố thủ" là yếu tố chính trong sự bất bình đẳng về cấu trúc và hệ ý thức.

## Sự công nhận
Năm 2008, Bailey đã được trao Giải thưởng ba năm một lần CARICOM (Cộng đồng Caribbean) dành cho phụ nữ.